# Governor Island (Falklandy)
Governor Island – niezamieszkana wyspa w archipelagu Falklandów. Położona jest pomiędzy Beaver Island a Weddell Island, na północ od Staats Island. Jej powierzchnia wynosi 250 ha (według innych źródeł 220 ha).